# 奇东柱
奇东柱（：／ Ki Dong Ju，2001年4月12日—），韩国男子羽毛球運動員。

## 羽球生涯
奇東柱曾奪得2018年羽球世青賽團體亞軍、2022年蒙古國際挑戰賽混雙亞軍及2023年印尼泗水國際挑戰賽男雙亞軍。
2024年，奇東柱與搭檔Kim Jae Hyeon在印尼國際挑戰賽以21-15、21-12擊敗地主選手Raymond Indra／Patra Harapan Rindorindo，獲得生涯第一座職業賽冠軍，也與徐承宰晉級韓國羽毛球大師賽準決賽。
2025年，奇東柱與姜敏赫搭檔後首次參加國際賽，即在奧爾良大師賽男子雙打決賽以2比1（21-13、18-21、21-18）擊敗世界排名第三的中國組合梁伟铿／王昶，奪得首座世界羽聯世界巡迴賽男雙冠軍。

## 主要比賽成績
只列出曾進入準決賽的國際賽事成績：
| 年份   | 賽事                     | 公開賽級別 | 項目     | 搭檔          | 成績   |
| ------ | ------------------------ | ---------- | -------- | ------------- | ------ |
| 2017年 | 世界青年羽毛球錦標賽     | 其他       | 混合團體 | －            | 季軍   |
| 2018年 | 亞洲青年羽毛球錦標賽     | 其他       | 混合雙打 | 李妍雨        | 季軍   |
| 2018年 | 世界青年羽毛球錦標賽     | 其他       | 混合團體 | －            | 亞軍   |
| 2019年 | 亞洲青年羽毛球錦標賽     | 其他       | 混合團體 | －            | 季軍   |
| 2022年 | 蒙古國羽毛球國際挑戰賽   | 國際挑戰賽 | 混合雙打 | 金慧麟        | 亞軍   |
| 2023年 | 印尼泗水羽毛球國際挑戰賽 | 國際挑戰賽 | 男子雙打 | 金載煥        | 亞軍   |
| 2024年 | 亞洲羽毛球團体錦標賽     | 其他       | 男子團体 | －            | 季軍   |
| 2024年 | 越南羽毛球國際挑戰賽     | 國際挑戰賽 | 混合雙打 | 李妍雨        | 準決賽 |
| 2024年 | 印尼羽毛球國際挑戰賽     | 國際挑戰賽 | 男子雙打 | Kim Jae Hyeon | 冠軍   |
| 2024年 | 韓國羽毛球大師賽         | 超級300賽  | 男子雙打 | 徐承宰        | 準決賽 |
| 2025年 | 奧爾良羽毛球大師賽       | 超級300賽  | 男子雙打 | 姜敏赫        | 冠軍   |
| 2025年 | 蘇迪曼盃                 | 其他       | 混合團体 | －            | 亞軍   |
| 2025年 | 臺北羽毛球公開賽         | 超級300賽  | 男子雙打 | 姜敏赫        | 亞軍   |

| 2007-2017年 | 首要超級賽 | 超級賽 | 黃金大獎賽 | 大獎賽 | 國際挑戰賽 | 國際系列賽 | 未來系列賽 | 其他 |

| 2018-2026年 | 總決賽 | 超級1000賽 | 超級750賽 | 超級500賽 | 超級300賽 | 超級100賽 | 國際挑戰賽 | 國際系列賽 | 未來系列賽 | 其他 |

## 外部連結
- 奇东柱在BWFBadminton.com（英语）
- 奇东柱在BWF.TournamentSoftware.com（英语）
- 奇东柱在Flashscore（英语）